# 複素速度ポテンシャル
複素速度ポテンシャル（ふくそそくどぽてんしゃる、英: complex velocity potential）または複素ポテンシャルとは、流体力学において複素平面上に定義される正則関数である。ある特別な条件下の流れ場について解析を容易にするために用いられる。

## 概要
2次元かつ非粘性、渦なしの流れについて、速度ポテンシャル Φ と流れ関数 Ψ の双方が定義できる。この双方に対し、ある参照点の任意方位について勾配をとると、2つの勾配ベクトルは参照点速度の直交しあう成分であり、それらの合ベクトルは勾配参照の方位によらず一意に定まる。この性質は複素平面上の正則条件に相当する。
数式の上では速度 u = (u , v ) が次のように書ける。
{\displaystyle {\begin{aligned}u&={\frac {\partial \phi }{\partial x}}={\frac {\partial \psi }{\partial y}},\\v&={\frac {\partial \phi }{\partial y}}=-{\frac {\partial \psi }{\partial x}}\end{aligned}}}

実数軸にx、u、Φ、虚数軸にy、ｖ、Ψをとり、ひとつの複素関数として束ねることで次の正則関数、複素速度ポテンシャル W (z ) を定義できる。
{\displaystyle W(z)=\phi +i\psi ,\quad z=x+iy}
前述のu,vの式は、このWに対するコーシー・リーマンの方程式に他ならない。
複素速度ポテンシャルW (z ) の微分から速度場が得られる：
{\displaystyle {\frac {{\rm {d}}W}{{\rm {d}}z}}=u-iv}
複素速度ポテンシャルを定義し複素解析の手法を適用することで、流れ場の解析が容易となる。

## 流れ場の例
いくつかの単純な流れを、複素速度ポテンシャルで表現する。

### 一様流
大きさがU 、x 軸となす角がαの向きの一様流は次式で表される。
{\displaystyle W(z)=Uze^{-i\alpha }}

### 湧き出し、吸い込み
湧き出し及び吸い込みは次式で表される。
{\displaystyle W(z)=m\log z}
ここでm は湧き出し、吸い込みの強さを表す実定数であり、m > 0なら湧き出し、m < 0なら吸い込みを表す。また、湧き出し、吸い込みの流量Q は次式となる。
{\displaystyle Q=2\pi m}

### 渦糸
渦糸の周りの流れは次式で表される。
{\displaystyle W(z)=i\kappa \log z}
ここでκは渦糸の強さを表す実定数であり、循環Γは次式となる。
{\displaystyle \Gamma =-2\pi \kappa }

### 二重湧き出し
x 軸上の+a 、-a の位置に強さ-m 、+m の吸い込みと湧き出しがある場合、複素速度ポテンシャルは
{\displaystyle W(z)=-m\log(z-a)+m\log(z+a)}
となる。ここでa →0、2ma →b > 0の極限をとれば
{\displaystyle W(z)={\frac {b}{z}}}
となる。この流れを強さb の二重湧き出しという。